# Clizia Miceli
Clizia Miceli (Ragusa, 2 gennaio 1987) è un'ex cestista italiana.
Playmaker di 166 cm, ha giocato con Priolo in Serie A1.

## Carriera
È stata selezionata varie volte con la rappresentativa regionale e ha partecipato al Trofeo delle Regioni. Passa dall'Eirene Ragusa (in Serie B) all'Acer Priolo nel gennaio 2006. Il presidente della Trogylos, Paolo Giuliano, dichiarò dopo l'ingaggio che era felice perché un sogno di Miceli era poter giocare proprio con la squadra priolese.
Ha conquistato la promozione in Serie A2 con l'Eirene nel 2008-09. Nel 2009-'10 è in Serie B regionale al Bull Basket Latina.

## Statistiche
Statistiche aggiornate al 13 luglio 2011
| Stagione        | Squadra              | Competizione | Partite | Partite | Partite | Statistiche tiro | Statistiche tiro | Statistiche tiro | Altre statistiche | Altre statistiche | Altre statistiche | Altre statistiche | Altre statistiche |
| Stagione        | Squadra              | Competizione | Pres.   | Titol.  | Minuti  | Tiri da 2        | Tiri da 3        | Liberi           | Rimb.             | Assist            | Rubate            | Stopp.            | Punti             |
| --------------- | -------------------- | ------------ | ------- | ------- | ------- | ---------------- | ---------------- | ---------------- | ----------------- | ----------------- | ----------------- | ----------------- | ----------------- |
| 2005-2006       | Virtus Eirene Ragusa | Serie B2     |         |         |         |                  |                  |                  |                   |                   |                   |                   |                   |
| gen. '06-'06    | Acer Priolo          | Serie A1     | 6       | 0       | 30      | 2/3              | 0                | 2/2              | 3                 | 3                 | 0                 | 0                 | 6                 |
| 2008-2009       | Virtus Eirene Ragusa | Serie B1     |         |         |         |                  |                  |                  |                   |                   |                   |                   |                   |
| 2009-2010       | Bull Basket Latina   | Serie B2     |         |         |         |                  |                  |                  |                   |                   |                   |                   |                   |
| Totale carriera |                      |              |         |         |         |                  |                  |                  |                   |                   |                   |                   |                   |

## Palmarès
- Promozione dalla Serie B d'Eccellenza: 1
Eirene Ragusa: 2008-'09